# Георгий (Зубкович)
Епи́скоп Гео́ргий (серб. Епископ Георгије, в миру Джюраджь Зубкович, серб. Ђурађ Зубковић, венг. Zubkovics György; 23 апреля 1878, Будапешт — 11 апреля 1951, Будапешт) — епископ Сербской православной церкви, епископ Будимский.

## Биография
Родился 23 апреля 1878 года в Будапеште в видной сербской семье; его отец Арсен Зубкович был судьёй в венгерском королевском административного суда, а также был председателем церковной общины в Буде. Мать — Милева Зубкович.
Своё образование начал в Будимской сербской вероисповедной школе, а продолжил в гимназии в Буде, которую окончил в 1898 году.
19 декабря 1901 года был рукоположён в сан диакона.
В 1903 году окончил богословский институт Черновицкого университета со степенью доктора богословия.
В том же году принял монашеский постриг в монастыре Бездин. В 1903—1911 годы служил в Темишварской епархии.
В 1905 году епископом Темишварским Георгием (Летичем) рукоположён в сан священника.
В 1911 году поставлен настоятелем монастыря Бездин.
10 декабря 1911 года избран епископом Будимским.
29 декабря 1912 года в Сремских Карловцах состоялась его епископская хиротония, которую совершили: Патриарх Карловацкий Лукиан, епископ Вршачский Гавриил (Змеанович) и епископ Темишварский Георгий (Летич).
19 февраля 1913 года в Сентендре состоялось его настолование.
После Первой мировой войны и распада Австро-Венгрии, под влиянием правительства в Белграде был сторонником и защитником «оптирања» (добровольной эмиграции) Сербов из Венгрии в Королевство Сербов, Хорватов и Словенцев. В итоге порядка 70 процентов венгерских сербов вернулись на историческую родину.
Второй большой проблемой, с которой он столкнулся во время его служения, было появление неканонической Венгерской православной церкви, целью которой было отделить Будимскую епархию от Сербской православной церкви. Особенно большое давление оказывалось во время Второй мировой войны.
После окончания Второй мировой войны епископ Георгий жил скромно в Сентандре.
Скончался 11 апреля 1951 года в Будапеште. Оставил после себя ценную библиотеку, которая содержала более 4300 книг.